# Ignacio Piñeiro
Pour les articles homonymes, voir Ignacio Piñeiro (rugby à XV) et Piñeiro.
Ignacio Piñeiro, né le 21 mai 1888 à La Havane et mort dans la même ville le 12 mars 1969, est un musicien cubain dont le nom est attaché à l’orchestre Septeto Nacional (en).  il a écrit quelque 327 œuvres, principalement des sons cubains. 

## Biographie
Ignacio Piñeiro est né à La Havane le 21 mai 1888. Il a passé son enfance dans le quartier populaire de Pueblo Nuevo, où il a terminé ses études primaires et a commencé à s'intéresser à la musique en participant à des chorales d'enfants. 
Il a commencé sa carrière artistique avec les touches et le groupe de guaguancó El Timbre de Oro , plus tard il a dirigé Los Roncos de Pueblo Nuevo. 
En 1926, Ignacio Piñeiro fait partie du groupe Sexteto Occidente de Maria Teresa Vera qu’il accompagne à New York. 
De retour à Cuba en 1927 il fonde le Septeto Nacional (en). Le nom indiquait que, contrairement au Sexteto Habanero, créé deux ans plus tôt, l’orchestre incorporait des musiciens originaires de tout le pays. 
Mi-1929, il se rend à l'Exposition ibéro-américaine, restant en Espagne pendant une période de trois mois pour enregistrer et diverses présentations. Le succès obtenu à Séville fait de cette présentation du " Septeto Nacional " une consécration, mais c'est aussi une révélation pour le public espagnol,. 
Ignacio Piñeiro jouait de la contrebasse et composait les principaux titres du répertoire, principalement des rumbas et du son. Pour raisons financières, il quitta le groupe en 1935, et le trompettiste Lazaro Herrera en prit la direction jusqu’à sa dissolution en 1937. À partir de 1954 le groupe se recréa à plusieurs occasions sous la direction de son créateur. Plusieurs de ses compositions furent chantées par des salseros comme Ray Barretto (Don lengua) et Rene Alvarez (A la lae la la).
En 1999, Piñeiro a été intronisé à titre posthume au Temple de la renommée internationale de la musique latine.

## Quelques compositions
- Donde estabas anoche
- Don lengua
- Esas no son cubanas
- A la lae la la
- Mentira
- Bardo
- No jueges con los santos
- Las cuatro palomas
- Noche de conga.
- Coco mai mai.
- Suavecito
- Echale salsita (certains y voient l'origine du mot "salsa" mais ce point est sujet à discussions) (le refrain a été repris par George Gershwin pour son morceau Ouverture cubaine !)[7].
- Lindo Yambu
- El Son hay que llevarlo en el corazón
- Asturias, Patria querida (paroles, 1926) - Le folkloriste Fernando de la Puente Hevia considère que l'origine des paroles est à Cuba. Il soutient aussi qu'Ignacio Piñeiro écrit les paroles de cette chanson en l'honneur de son père, qui était asturien et était retourné dans les Asturies pour y mourir en 1926[8],[9].